# Minar-e-Pakistan

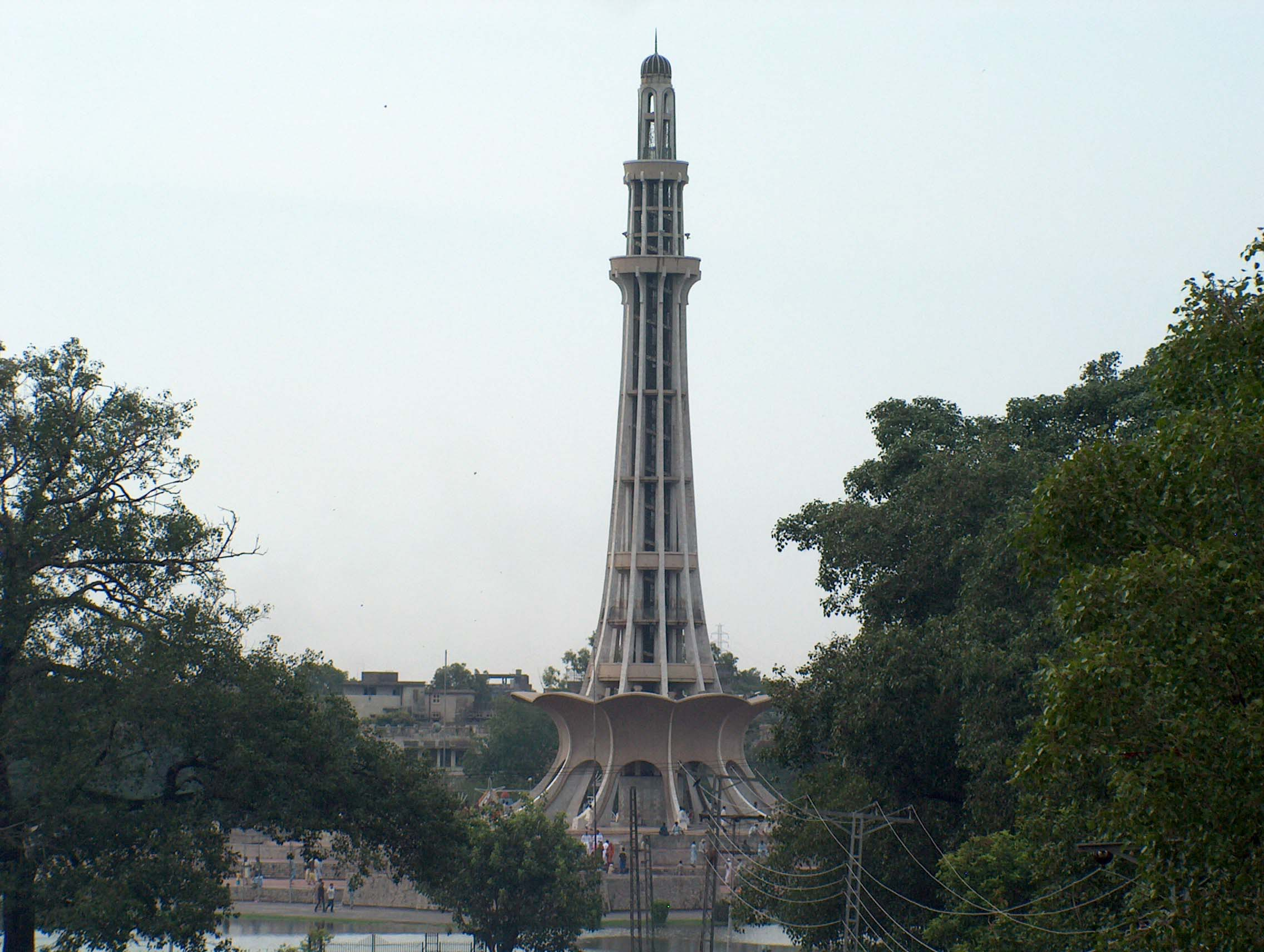
Das Minar-e Pakistan von Süden

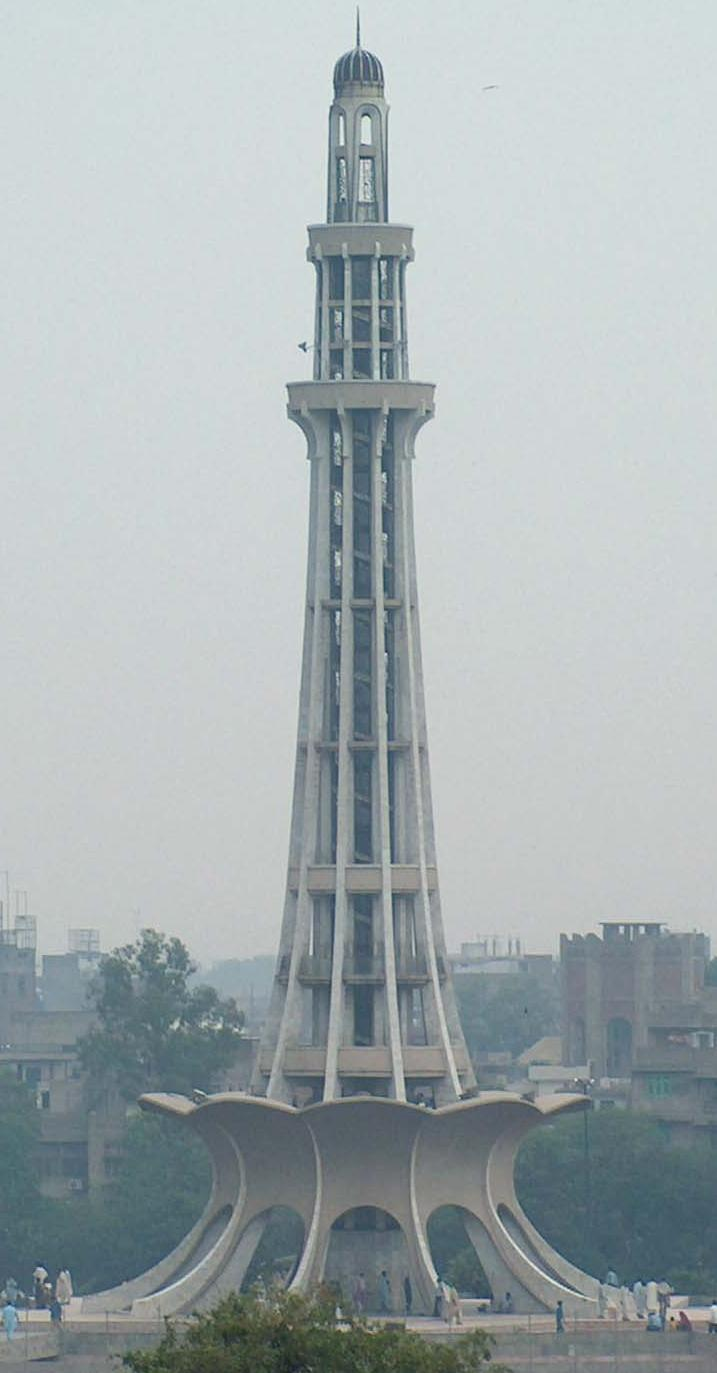
Das Minar-e-Pakistan

Das Minar-e Pakistan (Urdu مينارِ پاكستان; Mīnār-ĕ Pākistān; dt.: Minarett von Pakistan) ist ein etwa 60 Meter hohes Minarett/Turm im Iqbal Park in Lahore und wurde nach achtjähriger Bauzeit 1968 fertiggestellt. Es ist das offizielle Wahrzeichen Pakistans. Es hat jedoch keine religiöse Funktion. Es steht an der Stelle, wo 1940, sieben Jahre vor der Entstehung Pakistans, die Muslimliga die Lahore-Resolution verabschiedete.
Das Minar-e Pakistan wurde vom Architekten Murat-Khan entworfen. Die Basis steht optisch etwa 4 Meter über dem Boden und es ragt 62 Meter hoch. Weithin gibt es kein Bauwerk vergleichbarer Höhe. Es sieht einer Blume ähnlich. An den Außenwänden sind an der Basis die 99 Namen Allahs eingraviert.
Man konnte die Spitze des Minaretts bis etwa 2003 durch Treppen oder per Aufzug erreichen. Danach wurde dies untersagt.
Jedes Jahr von Dezember bis Januar wird dort ein Fest veranstaltet, bei dem viele Attraktionen, wie Autoscooter, Riesenrad und anderes aufgebaut werden. Daneben werden an den Nationalfeiertagen, wie dem 14. August, vor dem Turm Konzerte von pakistanischen Sängern veranstaltet, die teilweise auch im Fernsehen live übertragen werden. Dabei gibt es auch immer tausende Zuschauer.